# Philip Birnstiel
Philip Birnstiel (* 1989) ist ein deutscher Schauspieler.

## Leben
Philip Birnstiel absolvierte 2012 bis 2015 seine Schauspielausbildung an der Internationalen Schule für Schauspiel und Acting (ISSA) in München.
Seither wirkte er in Kurzfilmen, Kinofilmen und verschiedenen TV-Produktionen mit. Zu seinen Kinoarbeiten gehören die Filmkomödie Safari – Match Me If You Can (2018) und der Actionfilm Mission Indestructible 2, in dem u. a. Rocco Stark, Raúl Richter und Tobias Schenke seine Partner waren.
In der TV-Serie Das Boot war er in der 1. Staffel (ab November 2018) und in der 2. Staffel (ab April 2020) in einer durchgehenden Serienrolle als Wachoffizier und Leutnant zur See Benno Schiller zu sehen.
In der 13. Staffel der ZDF-Serie Notruf Hafenkante (2019) übernahm Birnstiel eine der Episodenhauptrollen als Fahrradkurier und Medizinstudent Yannick Baumgart, der seinen Professor erpresst. In der 34. Staffel der ZDF-Serie SOKO München (2019) hatte Birnstiel eine Episodenhauptrolle als Leiter und Mitarbeiter des „Münchner Tischs“. In der 10. Staffel der ZDF-Serie Letzte Spur Berlin (2021) war Birnstiel in einer dramatischen Episodenhauptrolle als kokainsüchtiger, krimineller Gründer eines Start-up-Unternehmens, das Kondome und Sexspielzeug vertreibt, zu sehen. In der 13. Staffel der ZDF-Serie Die Bergretter (2022) übernahm Birnstiel eine dramatische Episodenhauptrolle als wegen einer Unfallflucht von seiner Schuldgefühlen geplagter Eventmanager Björn Müller. In der 21. Staffel der ZDF-Serie Die Rosenheim-Cops (2022) war Birnstiel in einer Episodenhauptrolle als tatverdächtiger Sohn einer erschlagenen erfolgreichen Rinderzüchterin zu sehen. Im 7. Film der TV-Reihe Der Ranger – Paradies Heimat, Der Ranger – Paradies Heimat: Himmelhoch, der im Februar 2022 auf Das Erste erstausgestrahlt wurde, verkörperte Birnstiel den jungen Zapfenpflücker Florian Weber, der gemeinsam mit seiner Freundin nach Kanada auswandern will. In der 9. Staffel der TV-Serie In aller Freundschaft – Die jungen Ärzte (2022) übernahm Birnstiel eine der Episodenhauptrollen als sympathischer, aber drogenabhängiger Polizist. In der 9. Staffel der ZDF-Filmreihe Lena Lorenz (2023) war er, an der Seite von Alina Fritsch, als Ehemann einer schwangeren chronischen Schmerzpatientin zu sehen. In der 27. Staffel der TV-Serie In aller Freundschaft (2024) war er in einer dramatischen Episodenhauptrolle als Ehemann einer traumatisierten NGO-Dolmetscherin, die als Kind in ihrem Heimatland eine Genitalverstümmelung überlebt hat, zu sehen.
Philip Birnstiel lebt in München. Seit September 2021 ist er mit der Schauspielerin Darya Gritsyuk verheiratet.

## Filmografie (Auswahl)
- 2015: Clouds Passing By (Kurzfilm)
- 2016: The Comforts of Living Alone (Fernsehserie)
- 2018: Safari – Match Me If You Can (Kinofilm)
- 2018: Mission Indestructible 2 (Kinofilm)
- 2018; 2020: Das Boot (Fernsehserie, Serienrolle)
- 2019: Notruf Hafenkante: Unzerbrechlich (Fernsehserie, eine Folge)
- 2019: Singles’ Diaries (Webvideoserie)
- 2019: SOKO München: Vom Geben und Nehmen (Fernsehserie, eine Folge)
- 2021: Letzte Spur Berlin: Weißer Wahn (Fernsehserie, eine Folge)
- 2022: Die Bergretter: Dieses eine Leben (Fernsehserie, eine Folge)
- 2022: Die Rosenheim-Cops: Der entführte Bulle (Fernsehserie, eine Folge)
- 2022: SOKO Leipzig: Die Angst fährt mit (Fernsehserie, eine Folge)
- 2022: Der Ranger – Paradies Heimat: Himmelhoch (Fernsehreihe)
- 2022: In aller Freundschaft – Die jungen Ärzte: Lügen (Fernsehserie, eine Folge)
- 2022: Riesending – Jede Stunde zählt (Fernsehfilm)
- 2023: Lena Lorenz: Gegen den Schmerz (Fernsehreihe)
- 2023: Mordach – Tod in den Bergen
- seit 2024: Hameln (Fernsehserie)
- 2025: In aller Freundschaft: Lauter kleine Wunder (Fernsehserie, eine Folge)
- 2025: Watzmann ermittelt: Wettersturz (Fernsehserie, eine Folge)
- 2025: Der Alte: Der König von Maierbrunn (Fernsehserie, eine Folge)